# Johann Blaschke (Kupferstecher)

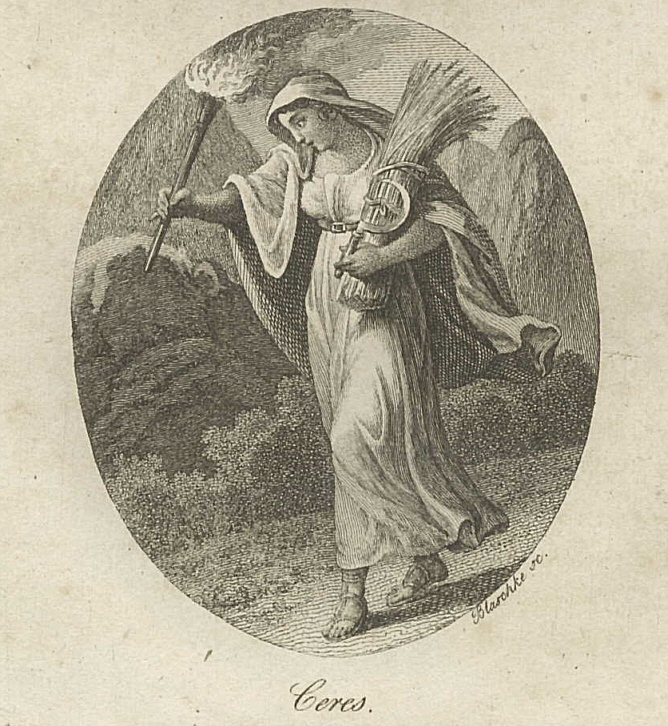
Ceres auf der Suche nach Proserpina (1786)

Johann Blaschke (ungarisch János Blaschke; * 20. Dezember 1770 in Preßburg; † 4. November 1833 in Wien) war ein österreichischer Kupferstecher.
Er kam als Kleinkind mit seinem Vater nach Wien, wo er ab 1787 an der Kunstakademie bei Jacob Matthias Schmutzer und beim Hofkupferstecher Clemens Kohl studierte.
Er war vor allem als Illustrator für die Almanach- und Taschenbuchliteratur tätig. Seine Figuren sind schwerfällig, seine mehrfigürlichen Kompositionen wiederholte er oft schematisch.

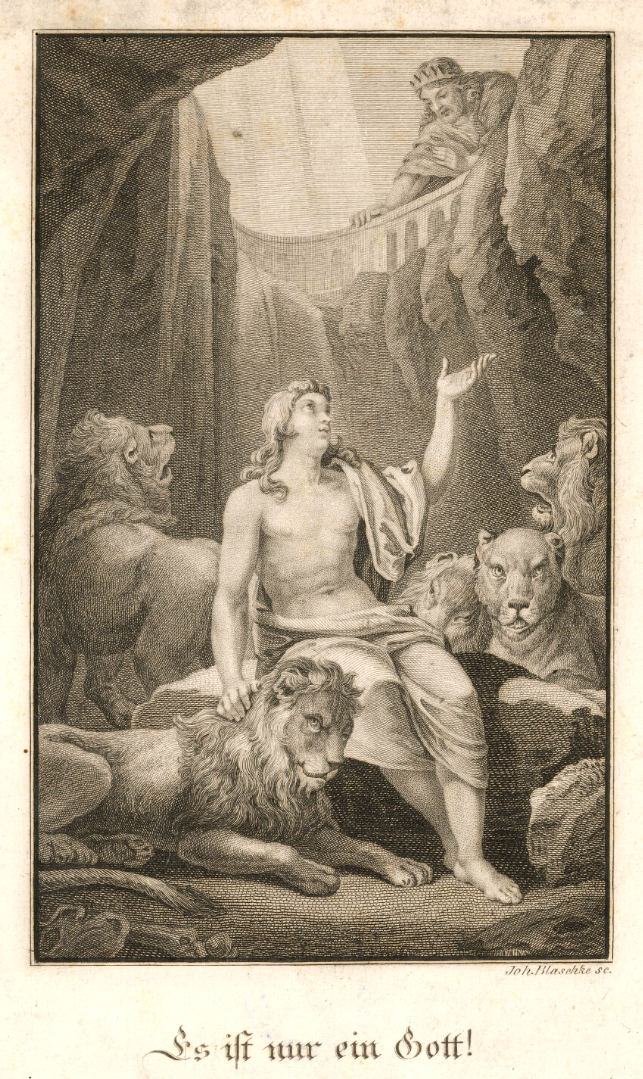
Daniel in der Löwengrube
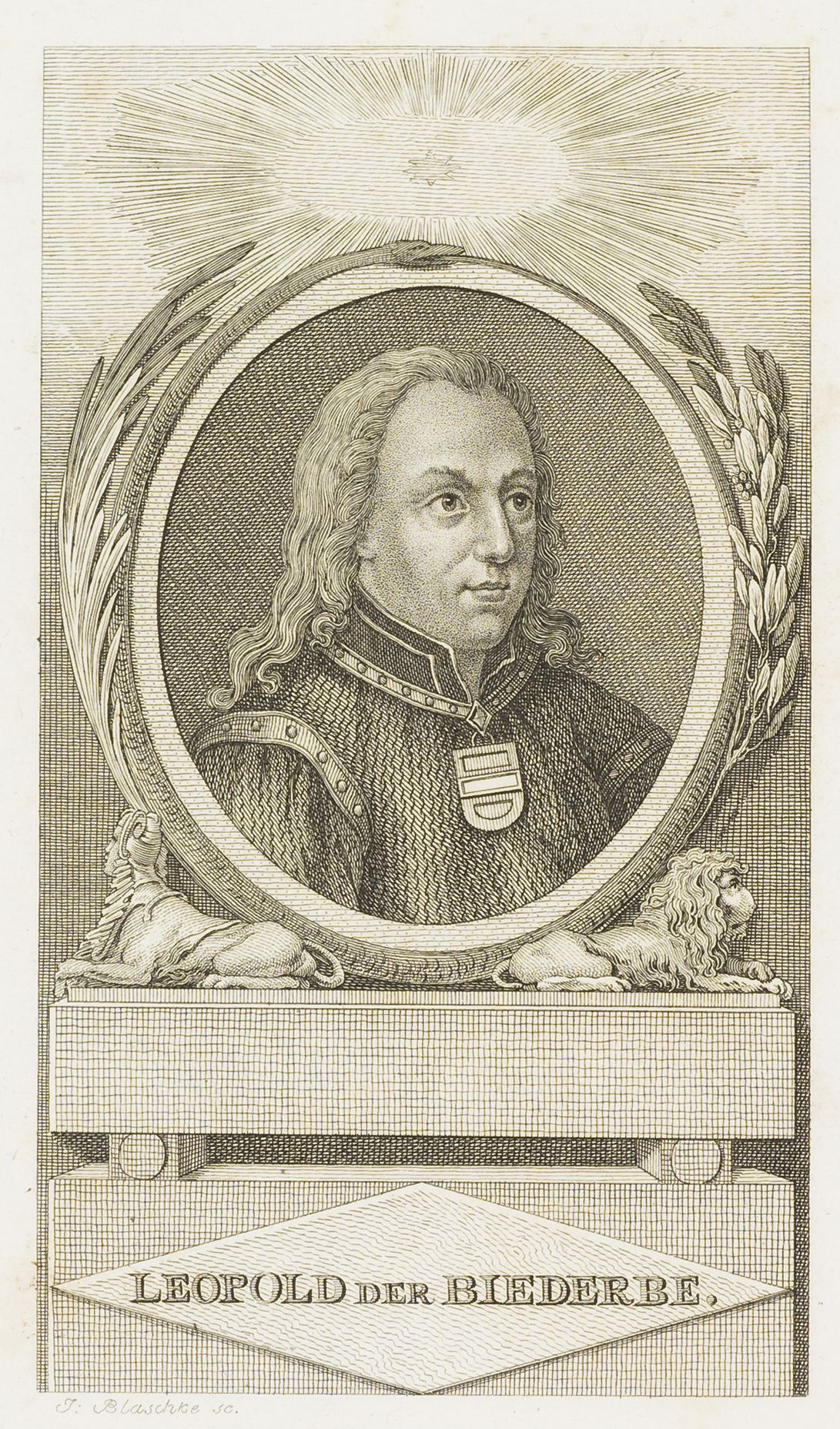
Leopold V.
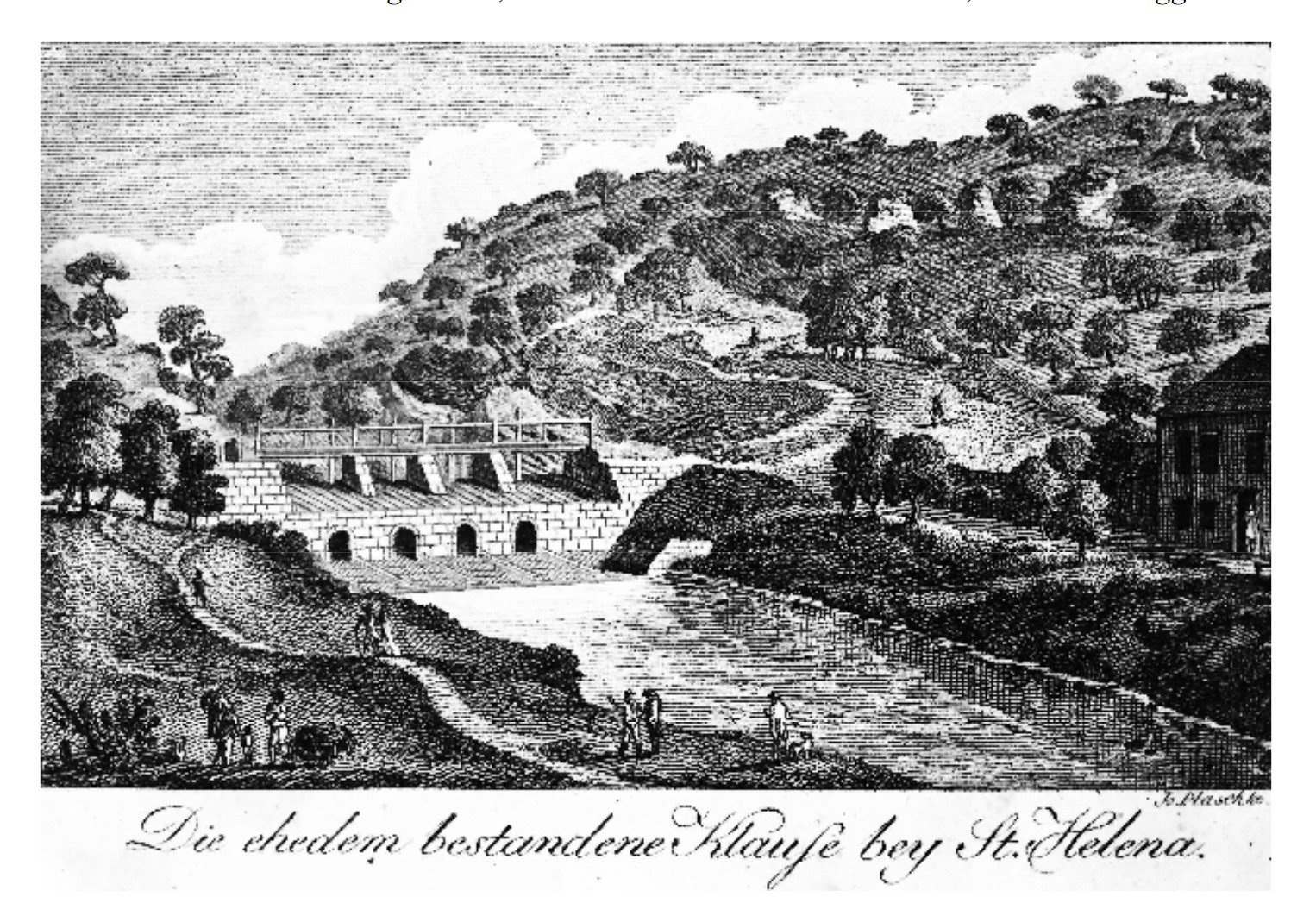
St. Helena
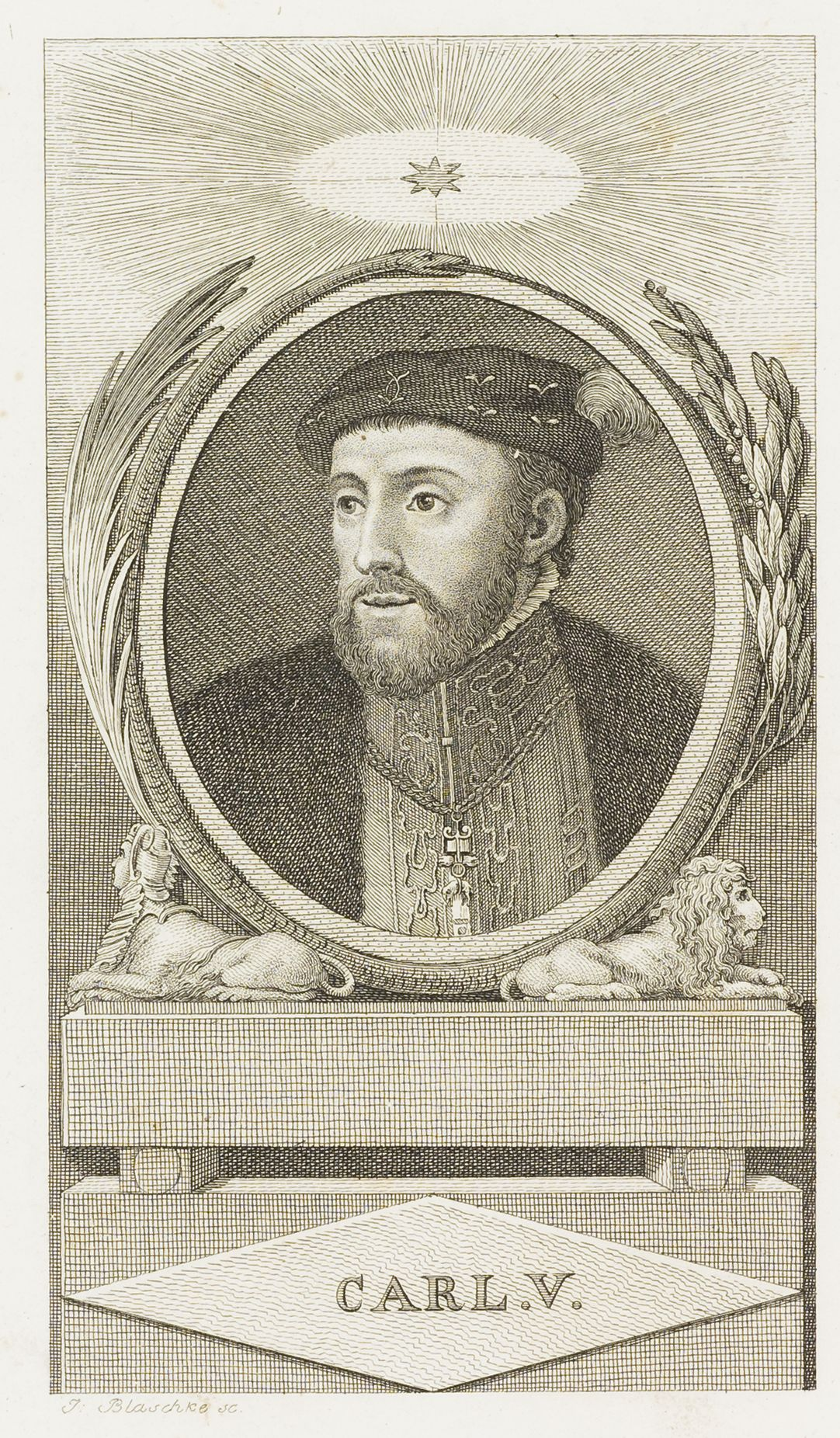
Karl V
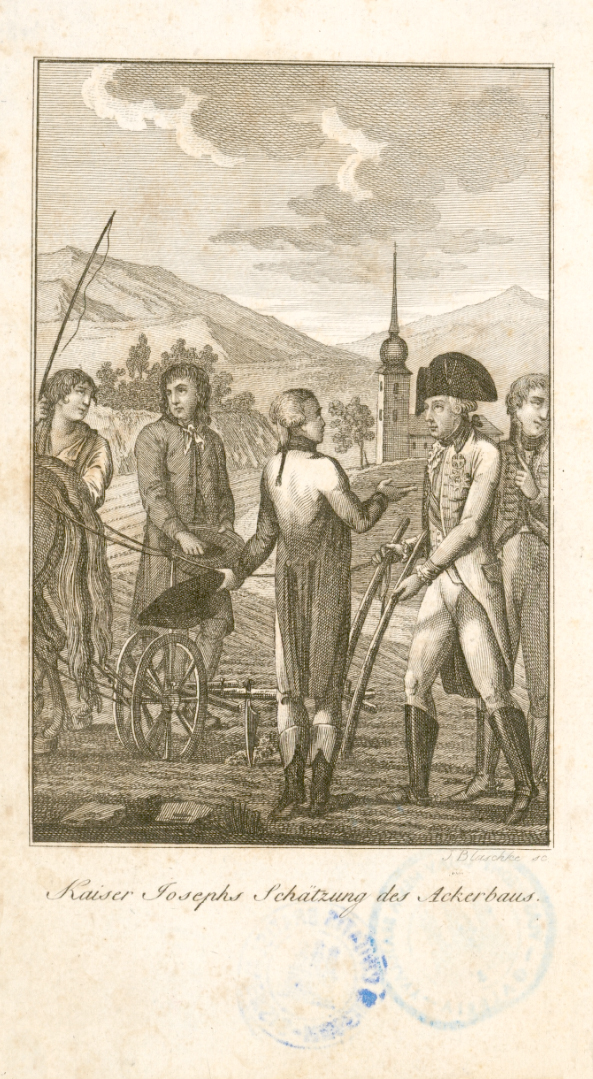
Kaiser Josephs Schätzung des Ackerbaus